# الساندرو کالکاترا
الساندرو کالکاترا (انگلیسی: Alessandro Calcaterra؛ زادهٔ {۲۶ مه ۱۹۷۵) بازیکن واترپلو اهل ایتالیا است.
وی در مسابقات کشوری و بین‌المللی در مجموع برندهٔ ۴ مدال نقره، ۱ مدال برنز شده است.